# اوشاک
اوشاک (به صربی: Ušak) یک منطقهٔ مسکونی در صربستان است که در سینیتسا واقع شده‌است. اوشاک ۱۴ نفر جمعیت دارد.